# 3913 Chemin
3913 Chemin је астероид главног астероидног појаса са средњом удаљеношћу од Сунца која износи 2,359 астрономских јединица (АЈ).
Апсолутна магнитуда астероида је 12,2.